# 盤西線
盤西線 (ばんせいせん) とは中国雲南省沾益県と貴州省盤州市紅果鎮を接続する全長93.52kmの鉄道路線。単線・電化。紅果駅にて水紅線および威紅線と接続する。
烏蒙山区炭田開発のために建設された三路線（水紅線および威紅線）の一つである。

## 概要
- 1966年、炭田開発のために着工、1975年1月15日から営業開始。
- 2001年12月、電化完成[1]
- 2004年9月、盤西線東端の柏果駅から紅果駅を水柏線に編入し、その名称を水紅線に改めた[2]。